# Resolutie 957 Veiligheidsraad Verenigde Naties
Resolutie 957 van de Veiligheidsraad van de Verenigde Naties werd unaniem aangenomen op 15 november 1994. De Veiligheidsraad verlengde de ONUMOZ-vredesmacht in Mozambique kortstondig in afwachting van de vorming van een regering na de net gehouden verkiezingen.

## Achtergrond
Nadat Mozambique onafhankelijk was geworden van Portugal kwam de communistische verzetsbeweging FRELIMO aan de macht. Die kreeg al snel de anti-communistische RENAMO tegen zich, waarmee er een burgeroorlog was begonnen die vijftien jaar zou duren. In 1992 kwamen beide partijen na jarenlange onderhandelingen tot een vredesakkoord.

## Inhoud
De Veiligheidsraad:
- bevestigt resolutie 782 en volgende;
- neemt nota van de brief van secretaris-generaal Boutros Boutros-Ghali over ONUMOZ;
- overwoog het rapport van de secretaris-generaal over ONUMOZ;
- overwoog ook het rapport over de missie naar Mozambique;
- looft de inspanningen van de secretaris-generaal, zijn Speciale Vertegenwoordiger en ONUMOZ;

1. verwelkomt de verkiezingen in Mozambique die van 27 tot en met 29 oktober plaatsvonden;
2. zal de uitslag steunen als ze vrij en eerlijk waren en roept de partijen op de uitslag te aanvaarden;
3. roept op om de nationale verzoening te voltooien op basis van een meerpartijendemocratie die blijvende vrede verzekert;
4. besluit om het mandaat van ONUMOZ te verlengen tot de nieuwe regering geïnstalleerd is, maar niet langer dan 15 december;
5. vraagt de secretaris-generaal om advies zodra die regering geïnstalleerd is;
6. keurt het terugtrekkingsschema van de secretaris-generaal goed;
7. nodigt de secretaris-generaal uit om tijdig een eindrapport over de beëindiging van ONUMOZ voor te leggen;
8. besluit om actief op de hoogte te blijven.

## Verwante resoluties
- Resolutie 898 Veiligheidsraad Verenigde Naties
- Resolutie 916 Veiligheidsraad Verenigde Naties
- Resolutie 960 Veiligheidsraad Verenigde Naties

Lijst ·  893 ·  894 ·  895 ·  896 ·  897 ·  898 ·  899 ·  900 ·  901 ·  902 ·  903 ·  904 ·  905 ·  906 ·  907 ·  908 ·  909 ·  910 ·  911 ·  912 ·  913 ·  914 ·  915 ·  916 ·  917 ·  918 ·  919 ·  920 ·  921 ·  922 ·  923 ·  924 ·  925 ·  926 ·  927 ·  928 ·  929 ·  930 ·  931 ·  932 ·  933 ·  934 ·  935 ·  936 ·  937 ·  938 ·  939 ·  940 ·  941 ·  942 ·  943 ·  944 ·  945 ·  946 ·  947 ·  948 ·  949 ·  950 ·  951 ·  952 ·  953 ·  954 ·  955 ·  956 ·  957 ·  958 ·  959 ·  960 ·  961 ·  962 ·  963 ·  964 ·  965 ·  966 ·  967 ·  968 ·  969